# Einstein–Podolsky–Rosen-paradoxen
Einstein–Podolsky–Rosen-paradoxen (EPR-paradoxen) är en paradox som formulerades 1935 av fysikerna Albert Einstein, Boris Podolsky och Nathan Rosen med syfte att påvisa att kvantmekaniken är en ofullständig fysikalisk teori.
Paradoxen består av ett tankeexperiment där en mätning utförs på en av två sammanflätade partiklar, som har separerats över ett godtyckligt stort avstånd. Eftersom partiklarna är sammanflätade avslöjar en sådan mätning inte bara den första partikelns tillstånd, utan även den andra partikelns tillstånd. I enlighet med principen om lokal realism kan mätningen dock inte (omedelbart) påverka den andra partikelns tillstånd. Detta gör det möjligt att uppmäta komplementära storheter samtidigt, vilket strider mot Heisenbergs osäkerhetsprincip. Denna paradox, menade Einstein, Podolsky och Rosen, påvisar att kvantmekaniken är ofullständig; mer specifikt att den saknar dolda variabler som i själva verket bestämmer utgången i ett experiment deterministiskt, i motsats till kvantmekaniken.
Under lång tid var det oklart huruvida EPR-paradoxen kunde testas experimentellt eller om den enbart var ett abstrakt tankeexperiment. 1964 presenterade John Stewart Bell ett teorem som visar att ingen dold variabel-teori kan reproducera kvantmekanikens experimentella förutsägelser. Experiment har sedan 1970-talet konsekvent brutit mot principen om lokal realism och styrkt kvantmekanikens förutsägelser. Experimenten har haft stor betydelse för tolkningen av kvantmekaniken, men också banat väg för forskning kring kvantsammanflätade tillstånd och hur dessa kan användas för kvantinformationsprocessering.

## Inledning

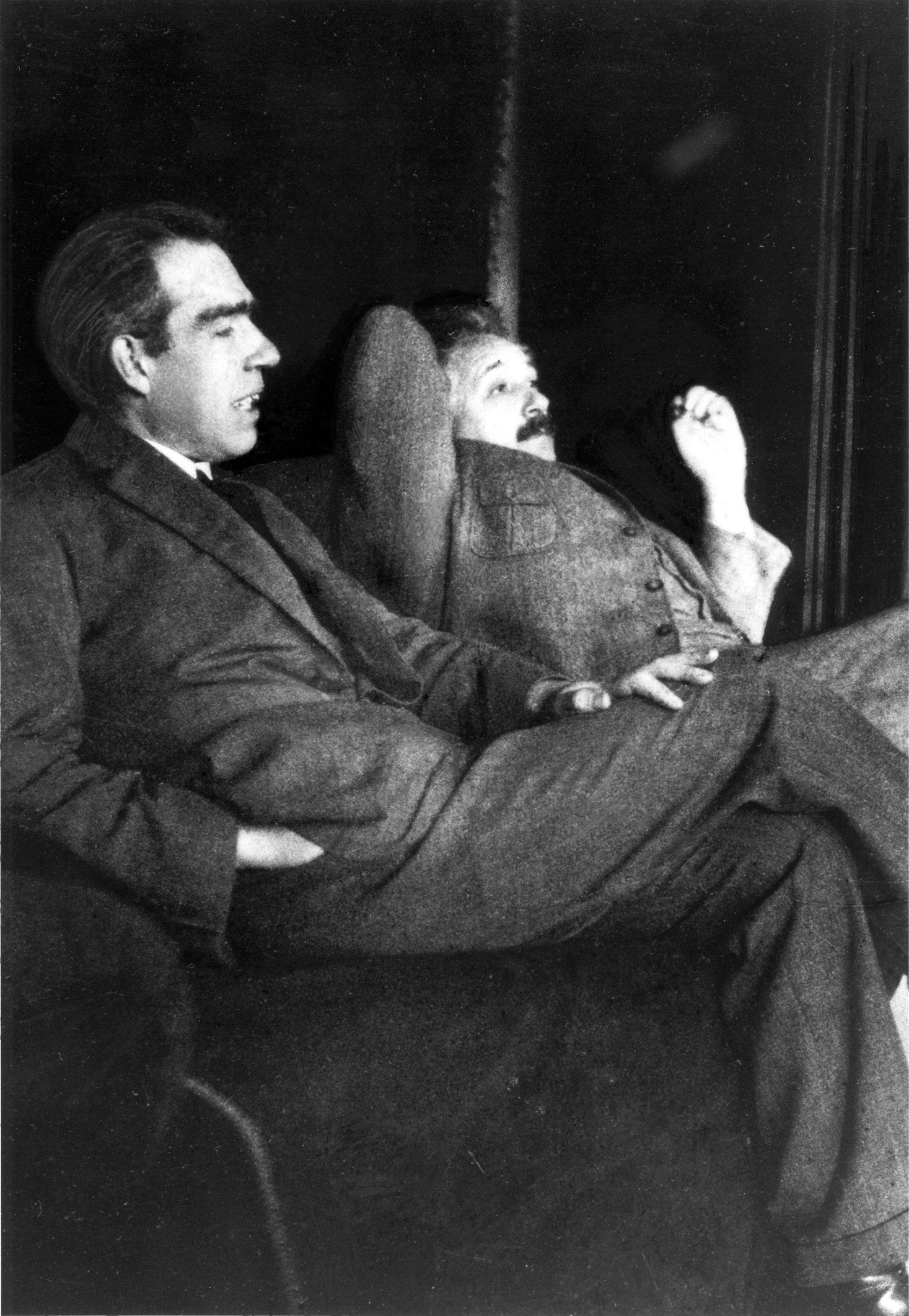
Bohr och Einstein 1925 (foto: Paul Ehrenfest)

Den klassiska mekaniken förutsäger direkt en partikels rörelse uttryckt i till exempel dess läge och rörelsemängd, men kvantfysikens ekvationer, Schrödingerekvationen, beskriver exakt en vågfunktion för en partikel.  Ur denna vågfunktion är det sedan möjligt att beräkna sannolikheten för att partikelns läge eller rörelsemängd ska befinna sig inom ett visst intervall om man mäter den.  Enligt kvantmekaniken är det inte ens möjligt att samtidigt mäta läge och rörelsemängd för en partikel med godtyckligt god precision, utan osäkerheterna i läge, {\displaystyle \Delta x}, och rörelsemängd, {\displaystyle \Delta p}, uppfyller Heisenbergs osäkerhetsrelation
{\displaystyle \Delta x\Delta p\geq {\frac {\hbar }{2}}}
För de klassiska fysikerna var kvantfysikens synsätt främmande och Albert Einstein är känd för att ha ifrågasatt det med orden "Gud spelar inte tärning [med universum]". (Einstein förkastade tron på en personlig gud och det diskuteras om han anslöt sig till en panteistisk världsbild eller om han talade om Gud metaforiskt, vilket är vanligt bland fysiker.)  För att bevisa att kvantfysikens beskrivning är ofullständig och att den klassiska fysikens begrepp är verkliga ställde Einstein upp ett tankeexperiment som han senare utvecklade i samarbete med Podolsky och Rosen. EPR-experimentet går ut på att två likadana partiklar sänds iväg åt varsitt håll från en källa. Efter en stund kan man bestämma läget för den ena partikeln och rörelsemängden för den andra partikeln.  Eftersom partiklarna enligt lagen om rörelsemängdens bevarande har lika stora och motriktade rörelsemängder, och därmed också har rört sig lika långt, men i motsatta riktningar, så har man bestämt dem båda, trots att det inte borde vara möjligt enligt Heisenbergs osäkerhetsrelation.  Det tycks enligt kvantfysiken som att en "spöklik avståndsverkan", som Einstein uttryckte det, har bestämt rörelsemängderna och lägena för båda partiklarna.  Författarna drog ur detta slutsatsen att de fysikaliska storheterna har en verklig existens oberoende av själva mätningen.  Den danske fysikern Niels Bohr opponerade sig mot denna tolkning och menade att det är i själva mätproceduren som den uppmätta storheten hos partikeln får sitt värde.  Eftersom det krävs olika experimentella uppställningar för att mäta läge och rörelsemängd för partikeln, så är det mätuppställningen som ger den dess värde.
För att, i en realistisk teori, förstå hur en kvantmekanisk partikel som beskrivs av en vågfunktion kan få olika rörelsemängder vid olika mätningar, behöver man anta att det finns en eller flera dolda variabler som påverkar utfallet av mätningen.  EPR-experimentet är inte lämpligt att realisera i ett laboratorium, men John Bell ställde upp ett annat tankeexperiment där ett kvanttillstånd utan spinn, ett singlettillstånd, sänder ut två partiklar med lika stora spinn.  Eftersom spinnet eller i klassisk mening rörelsemängdsmomentet är bevarat, så måste de båda partiklarna ha motriktade spinn.  Man kan sedan mäta de båda partiklarnas spinn längs varsin riktning.  Om man mäter dem längs samma riktning, så finner man naturligtvis att spinnen är fullständigt antikorrelerade, vilket stämmer med både kvantmekaniken och en lokal dolda-variabelteori, men Bell kunde beräkna en olikhet som korrelationen mellan spinnen måste följa om projektionen av spinnen längs olika axlar bestäms av en lokal dolda-variabelteori, och Bells olikhet, numera känd som Bells teorem, skiljer sig från den kvantmekaniska beräkningen av samma korrelation.

## Exempel

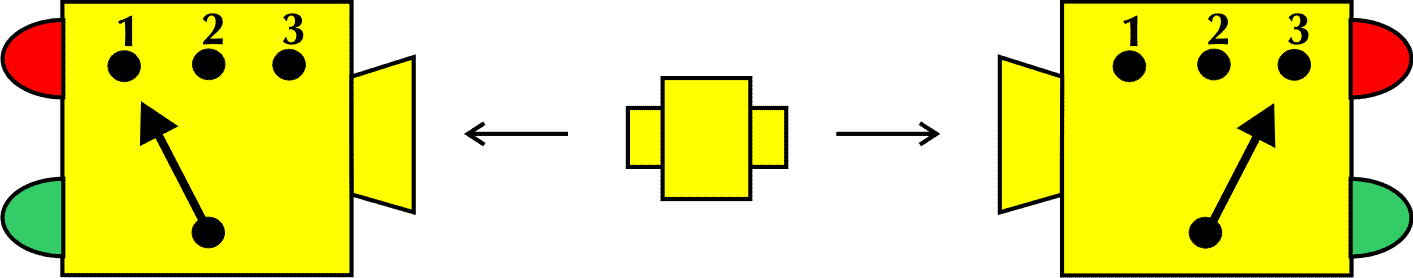
Mermins tankexperiment

Problemet med EPR-paradoxen kan någorlunda enkelt förklaras utan att använda egentlig fysik, med hjälp av en tänkt uppställning. Låt en låda stå i ett rum, som med jämna mellanrum spottar ut två partiklar i två riktningar. Varje partikel fångas upp av varsin detektor, som kan vara inställd på ett av tre sätt: A, B eller C. När en partikel fångas upp, tänds en grön eller en röd lampa på detektorn. Detektorerna är inte sammankopplade på något sätt. 
Om man nu mäter på partiklarna och låter vardera detektorn vara slumpvis inställd kommer man snart att notera två saker, dels att när man har detektorerna inställda på samma sätt (som till exempel B och B), så kommer de för varje partikelpar att ge samma resultat, dels att detektorerna ger samma resultat i hälften av fallen. Den första tolkning av detta man kan göra är enkel - partiklar som skickas ut samtidigt är identiska och har någon sorts dold variabel som berättar för detektorn hur den skall göra, till exempel A-grön, B-röd, C-röd, eller A-röd, B-röd, C-röd. Eftersom partiklarna i varje par är identiska kommer de varje gång detektorerna är lika inställda att ge samma resultat. 
Det finns dock ett stort problem med ovanstående tolkning - den kan inte förklara att detektorerna har samma utslag i hälften av fallen. Det finns nämligen väsentligen bara två typer av partiklar: sådana där två färger är likadana och den tredje skiljer sig, och sådana där alla färger är likadana. Om man beräknar hur många partiklar som ger samma resultat får man för den första typen fem niondelar och för den andra att alla gör detta. Dolda variabler kan alltså inte vara förklaringen. Detta innebär att de två partiklarna på något sätt beror på varandra, så att om man mäter på den ena kommer den andra omedelbart att påverkas.

## Experimentella test av EPR-paradoxen
Flera experimentella test av EPR-paradoxen gjordes under 1970-talet med något varierande resultat.  De flesta testen studerade av praktiska skäl polarisationen hos fotoner, snarare än partiklars spinn.  Inget av experimenten var egentligen heller invändningsfritt eftersom tiden det tog att ändra riktningen på ett polarisationsfilter var så lång att filtren i princip skulle hinna utbyta en signal för att komma överens om vilka fotoner de ska släppa igenom, även om vi inte känner till någon mekanism för filtren att göra detta.  Alain Aspect utvecklade en teknik för att skifta riktning på ett polarisationsfilter så snabbt att denna invändning föll 1980.  Hans experimentella resultat bröt mot Bells teorem och stämde med de kvantmekaniska förutsägelserna och brukar tas som intäkt för att det inte kan finnas någon lokal dolda-variabelteori, som kan ersätta kvantmekaniken, dock gäller att även Aspects experiment inte är helt fritt från invändningar, då endast en mindre andel av fotonerna kunde detekteras i experimentet. Under 2015 utfördes en ny generation av experiment, där dels inställningarna av detektorerna är kausalt separerade och dels detektionseffektiviteten är så hög att experimenten måste mäta på ett representativt urval av hopflätade partiklar.

## Betydelse och påverkan
Att EPR-paradoxen visat sig giltig betyder i någon mening ingenting, och i någon mening att något är fel i fysikens grundvalar. EPR-paradoxen gör absolut ingen skillnad för vardagslivet; den uppträder endast i kvantsystem. Den kan heller inte användas för att kommunicera med; ingen riktig information kan överföras med mätningarna utan hjälp av traditionell kommunikation. Å andra sidan visar den på att tron på lokala fenomen inte alltid är rätt; det finns fenomen där man kan påverka vad som händer över i princip oändliga avstånd på oändligt kort tid utan att någon synlig mekanism för denna interaktion finns. Dessutom attackerar den idén om att en fysikalisk storhet finns oavsett om vi mäter den eller ej; partikeln kan inte innehålla (lokala) dolda variabler, så den måste välja ett tillstånd när den andra partikeln mäts på. Se vidare tolkningar av kvantmekaniken.